# 70式122毫米自行榴弹炮
70式122毫米自行榴弹炮 (工厂代号WZ302) 又称为70式自行火炮，是中華人民共和國北方车辆厂研制生产的，第一型未依靠俄國協助自行設計的履带式自行火炮，使用63式装甲输送车的底盤为基础设计，是類似二戰自走炮的敞開式設計，是装甲输送车加榴弹炮的结合体。70式僅有少量生產，總產量不及200輛。

## 历史
在1960年代研發出63A式裝甲输送車時，1960年代末北方车辆厂以63A為基礎開發，1969年研制出自行榴弹炮样车，将54-I式122毫米口径榴弹炮直接固定在底盘上，1970年6月设计定型，共生产了20辆。1970年起開始服役。部队演练中发现自行榴弹炮经过一段距离的行驶后行走系统问题较多，这批自行榴弹炮曾被“召回”改进。
在用63A式为底盘研發用于122毫米口径自行榴弹炮过程中发现63式原来行走部分承受能力不足。1973年，北方车辆厂開發加長型的底盤，将原来4对大直径负重轮改为5对小直径负重轮，研制出63-1式 (B531)，作為122mm自行榴彈砲的底盤，1981年9月设计定型，稱為70-1式122毫米自行榴弹炮，工厂產品型號WZ302，共生产126辆。
后来在70-1炮基础上还开发了加装浮渡装置的改进型，1984年设计定型，称为70-2式122毫米自行榴弹炮。

## 构造
70式構造簡單，在63式装甲运兵车底盤上裝一門54式I型122mm口径榴弹炮，将原63式车体后部的载员室顶板开了个大开口，安装榴弹炮。採無砲塔開放式設計，在砲身正面設置一面砲盾，在战斗室两侧和后部加了半围式装甲围板，用作简单防护。此外車上也沒有任何瞄準射控系統。砲身水平轉動範圍左右各22.5度，砲身俯仰範圍為+45~+80度，一般射程7.7km，最大射程11.8km，備彈40发~50發。70式編制車長、駕駛與五名砲組人員，砲組人員在行駛時位於車尾艙內，操作時則需暴露於車外。